# Государство Гуптов
Государство Гуптов (санскр. गुप्त, gupta, хинди गुप्त राजवंश) — государство в Индии под началом династии Гупта, существовавшее в IV—VI веках. Время правления Гуптов вошло в историю Индии как своего рода золотой век, когда были выработаны основные каноны национальной литературы, изобразительного искусства, архитектуры и философии.

## Обзор
Происхождение Гуптов вызывает споры; вероятная их родина — восток Уттар-Прадеша либо область Магадха. Третий представитель династии, Чандрагупта I, принял титул «царя царей» после брака с наследницей могущественного клана Личчхави. Центром его владений была, очевидно, Праяга (современный Аллахабад).

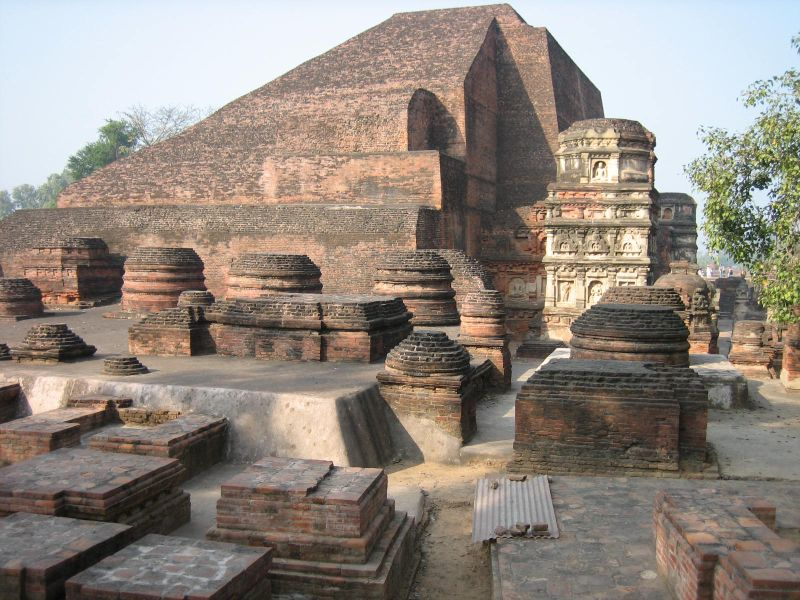
Развалины образовательного центра эпохи Гуптов — Наланды

Судя по надписи на колонне Ашоки в Аллахабаде, основными завоеваниями государство Гуптов обязано сыну и наследнику Чандрагупты — Самудрагупте, который перенёс столицу в покорённую им Паталипутру. Самудрагупта не всегда присоединял завоёванные территории, во многих случаях (особенно на юге) он считал разумным сохранять номинальную власть поверженных правителей. Надпись на колонне сообщает, что его верховенство признавали всюду от Непала до Шри-Ланки.
Наследник Самудрагупты — Чандрагупта II — более известен своими достижениями на ниве культуры, чем военными победами, хотя именно он нанёс решающий удар по Западным Кшатрапам из Уджайна. Описание его владений оставил китайский путешественник Фасянь.

Управление державой Гуптов было слабо централизованным. Провинции (деша, бхукти) во главе с родственниками императора либо доверенными военачальниками (кумараматьяс) подразделялись на округа (прадеша, висайя), которыми управлял местный совет из представителей купечества, ремесленников и писцов. Многие должности передавались из поколения в поколение. Значительные ресурсы уходили на постоянное подавление сепаратизма. 

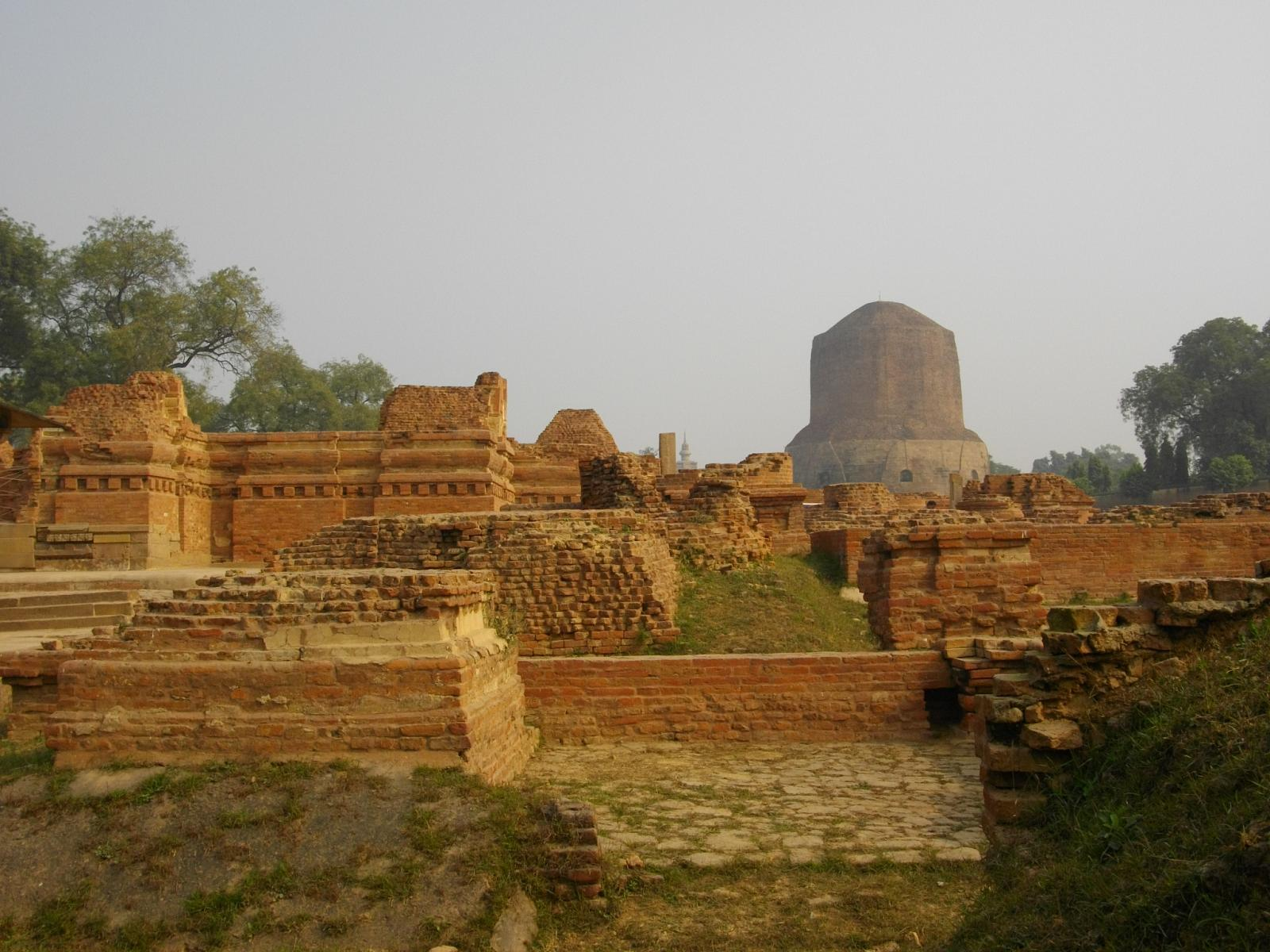
Развалины Сарнатха и ступа Дхамек

Наследникам Чандрагупты II пришлось противостоять новому вторжению кочевых племён с севера — на этот раз белых гуннов (эфталитов). Эту задачу осложняли междоусобные свары между представителями правящей династии. К середине VI века владения Гуптов сократились в несколько раз. Весь север Индии был оккупирован эфталитами.

## Значение
Династия Гупта объединила под своим владычеством чуть меньшую часть Индии, чем та, какой владел Чандрагупта Маурья. Миф о «золотом веке Индии» во времена Гуптов, однако, не выдерживает проверки данными современной исторической науки. Государственное устройство эпохи Гуптов было не столь унифицировано, как властная пирамида Чандрагупты Маурьи. Данные археологии показывают, что более раннее Кушанское царство было богаче Гуптского, а подлинный расцвет индуизма приходится на послегуптский период.

## Цари династии Гупта

Империя Гуптов

- Шри-Гупта (240—280)[2]
- Гхатоткачагупта (300—320)
- Чандрагупта I (320—350)
- Самудрагупта (350—376)
- Чандрагупта II (376—415)
- Кумарагупта I (415—455)
- Скандагупта (455—470)
- Кумарагупта II (470—475)
- Будхагупта (475—500)
- Вайньягупта (500—515)
- Нарасимхагупта (515—530)
- Кумарагупта III (530—540)
- Вишнугупта (540—550)

## История

### Основатели династии
Об основателе династии Гупта (Шри-Гупта — «высокочтимый Гупта») практически ничего не известно. Поэтому этот вопрос вызывает споры. Вероятно, Шри Гупта не мог похвастаться знатным происхождением, поэтому о его предках ничего не сообщается. Нет данных о статусе Гупты и о размерах его владений. Первым магараджей в этом роде считался сын Гупты Гхатоткача. Однако и его правление ничем особенным не отметилось.

### Чандрагупта I
Настоящим основателем государства стал сын Гхатоткача Чандрагупта I, коронация которого в 319 году (дата условна — возможны варианты от конца 318 до 320 года) стала датой основания гуптской эры. Чандрагупта I принял новый титул — махараджадхираджа, что буквально означало «великий царь, царь царей». О том, что у него были императорские амбиции, свидетельствовало и начало чеканки при Чандрагупта золотых монет — динаров. Динар, весом 7,5 г, имел высокое содержание золота, гарантированную высокую ликвидность и доверие со стороны потребителей.

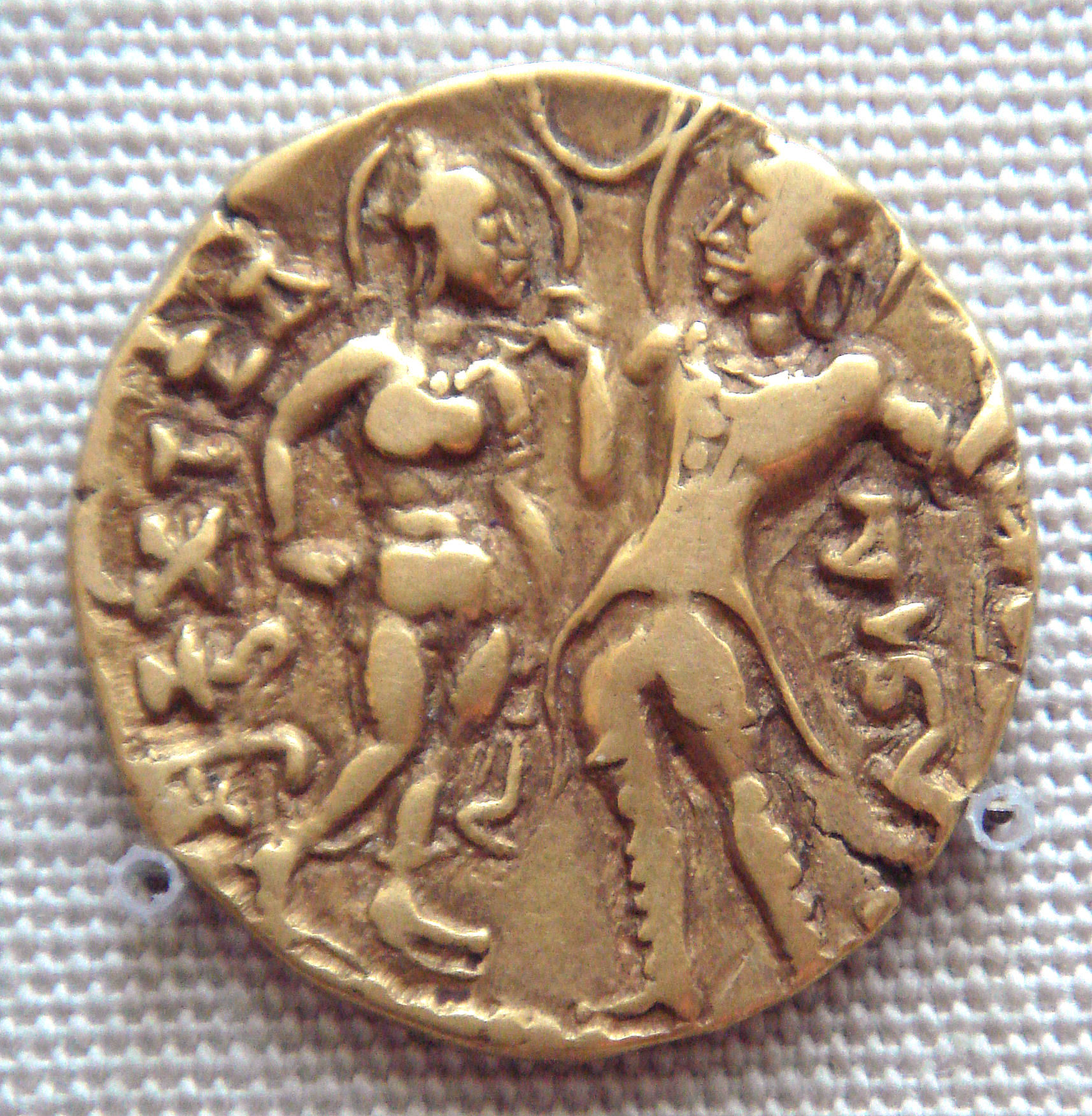
Царица Кумарадеви и царь Чандрагупта I, изображённые на монете сына Самудрагупты

Главной женой царя была представительница старинного рода личчхавы — Кумарадеви, что придавало браку важное политическое значение и давало возможность Гуптам играть определённую роль во всей Индии. Позже это нашло своё отражение в том, что их сын Самудрагупта гордился родословной по материнской линии и, став царём древней Индии, указывал на это в царских надписях.

### Самудрагупта

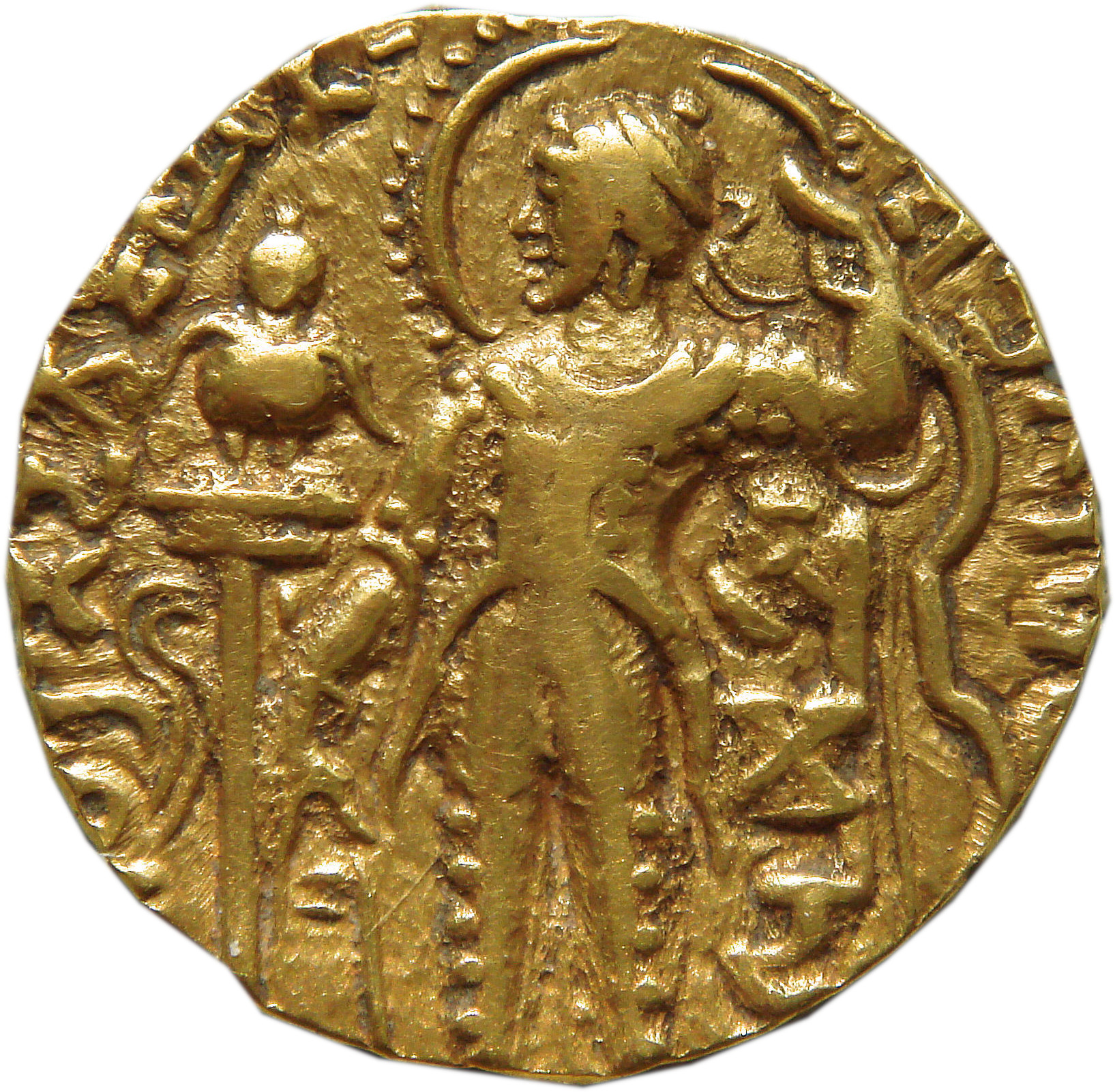
Монета Самудрагупты

Самудрагупта ещё больше укрепил власть династии и расширил территорию государства, о чём рассказывает знаменитый панегирик, высеченный на Аллахабадской колонне. Судя по этим записям, Самудрагупта «участвовал в сотне разнообразных сражений», достиг славы как царь-воин, и «был покрыт сотней ран, нанесённых стрелами, копьями, боевыми топорами» и многими другими видами оружия. Он претендовал на роль «владыки всей земли» в Индостане и прилегающих территориях. Панегирист разграничивает все области этого региона на четыре категории. Первую составляют государства, расположенные в центре, в так называемой Арьяварте. В Северной Индии Самудрагупта «искоренил» власть двух Нагов — нагаса (в районе Падмавати / Гвалиура) и Га-Напате (район Матхура или Видиш), а также Ачиоти, о чём свидетельствуют находки монет в районе Ахиччхатры.
Его войска успешно продвинулись до государства Кота, в район современного Дели. Относительно воинственных кланов малавов, арджунаянов, мадров и абхиров, а также в областях Непала и камарупа (Ассама) гуптский правитель придерживался иной политики, называя вождей своими слугами, которые обязывались выполнять его волю, приносить ему всяческую дань и быть преданными. Государства эти не считались частью Гуптской империи, а были как бы её «соседями». Совсем по-другому складывались отношения в районе Дакшинапатхи (Декана), куда совершались походы, возможно, даже до столицы Паллавов г. Канчипурама, где Самудрагупта захватывал в плен местных царей, а затем освобождал их, даря свою милость. Некоторые государства попали в зависимость при установлении дипломатических отношений путём создания посольских миссий и брачных союзов между гуптским царем и дочерьми вождей, которые получали за это земли. В эту категорию попали «Сын неба, шах шахиншах» (вероятно, Кушанский правитель), цари Ланки (Синхалы) и «островов» Юго-Восточной Азии и шакамурунда (Западные Кшатрапы).
К 380 году он включил в своё царство более двадцати королевств. Историк Артур Винсент Смит называл Самудрагупта «индийским Наполеоном».
В правление Самудрагупты официальной религией в его государстве оставался буддизм, свидетельством чего было сооружение знаменитой буддийской святыни — храма Махабодхи в Бодхгае, на месте, где на Будду Шакьямуни снизошло просветление.
При Самудрагупта возникает культ царя как живого божества и воплощения Индры, Варуны, Куберы и Ямы, по которому правитель наделялся лучшими качествами. Демонстрируя свою приверженность родителям, он приказал изобразить их на золотых монетах. Умом он превосходил легендарных мудрецов древности, своими поэтическими попытками заслужил титул «царя поэтов» и не имел себе равных в игре на музыкальных инструментах, о чём свидетельствуют монеты с изображением Самудрагупты как музыканта. Все это было призвано оправдать сильную единоличную власть и подчёркивало идеологию власти «царя царей».

### Чандрагупта II

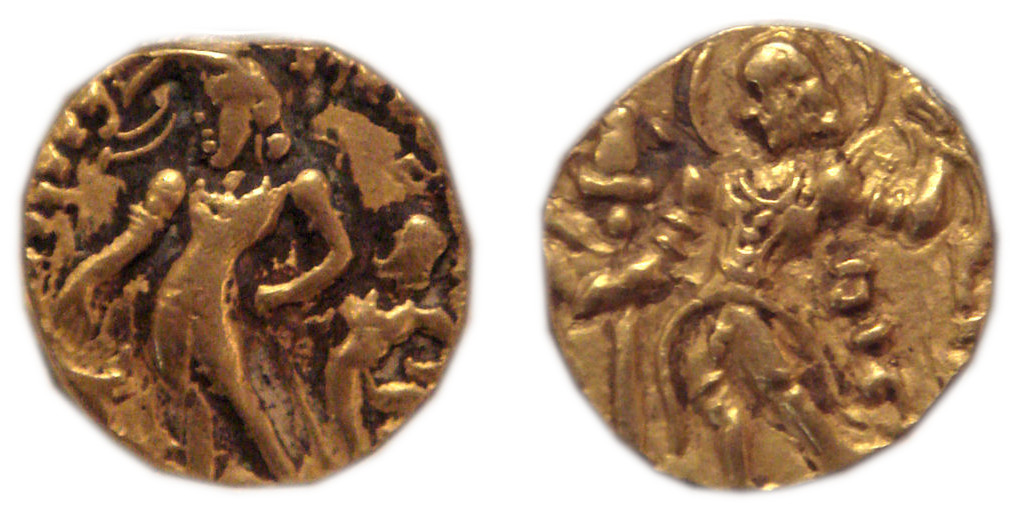
Золотые монеты Чандрагупты II

Преемником Самудрагупты был его сын, который занял престол в 376 году под именем Чандрагупты II и царствовал более 30 лет до 414 года. Он расправился с Кушанским царем, который разгромил его старшего брата Рамагупта, женившись на его жене Дхрувадеве. Эту историю долгое время считали просто романтической легендой, но её достоверность подтвердили находки 20 медных монет Рамагупта с надписью «царь царей». Историческим лицом является и Дхрувадеви, жена Чандрагупты II, которая родила наследника престола Кумарагупту I.
Сведения о Чандрагупта II нашли на нержавеющей железной колонне вблизи Кутб-Минара на окраинах Дели. Надпись начинается с рассказа о том, как царь разгромил коалицию своих противников в стране Ванг (Восточная Бенгалия), но основными направлениями внешней политики были западное и северо-западное. В это время была уничтожена власть Западных Кшатрапов в районах Катхиавара, Гуджарата и Мальвы, где наместники гуптского царя начали чеканить серебряную монету. Чандрагупта II покорил и Пенджаб, «переправившись через семь потоков Инда», и победил вахлаков (Бактрия), установив дань. Таким образом, на рубеже IV—V веков сложилась великая держава Гуптов, которая протянулась от Аравийского моря до Бенгальского залива. Чандрагупта II принимает титул «Викрамадитья» («Солнце доблести»), следуя легендарному правителю Уджаина, который успешно боролся с шаками и основал так называемую эру Викрама (58 год до н. э.).
Своё влияние гуптский правитель распространил южнее гор Виндхья и заключил династический союз с Вакатаками. Это было время расцвета гуптской культуры, о чём свидетельствуют предания, которые связывают с царским двором жизнь и деятельность крупнейших поэтов и учёных, именуемых по традиции «девять драгоценностей».

### Кумарагупта І

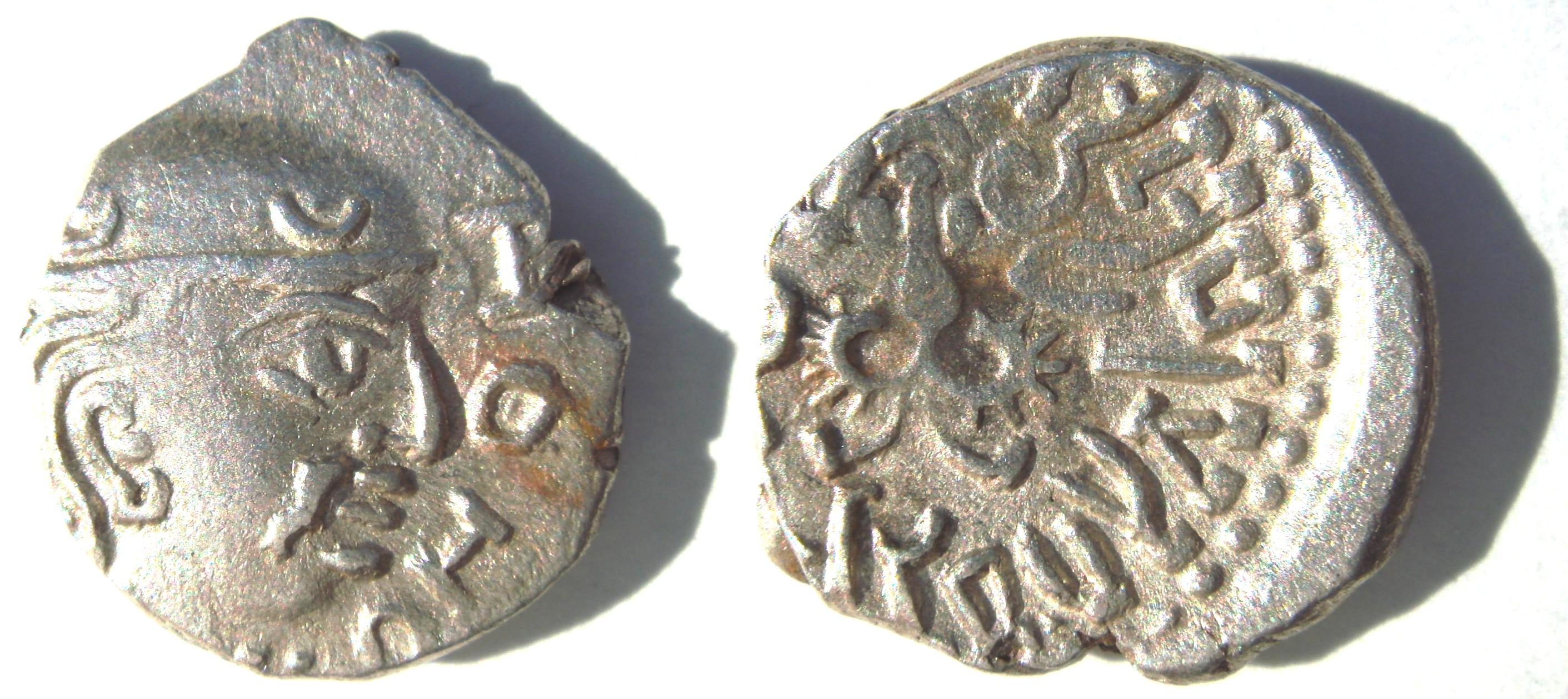
Серебряная монета Кумарагупты I

Сын Чандрагупты II Кумарагупта I царствовал с 415 до начала 450-х годов. До нас дошло мало сведений о его правлении. Если Кумарагупту I справедливо отождествляют с Махендром, который упоминается в Пуранах, то можно считать, что Гупты распространили своё влияние на Калинги с прилегающими областями (современная Орисса, Восточная Индия). В Гуджарате и Саураштре Кумарагупта сверг династию Шарва. Однако при нём Гупты потеряли северо-западные территории, о чём свидетельствует отсутствие здесь монет с именем Кумарагупты I.
В надписях Кумарагупта I называется просто махараджей, а не «царь царей». Это иногда рассматривается как свидетельство упадка верховной власти, которая, возможно, связана с иностранным нашествием гуннов-эфталитов.

### Скандагупта
О деятельности сына Кумарагупты I Скандагупты (455 — 467) рассказывают записи, сделанные им самим. Он утверждает, что после смерти отца ему удалось разгромить врагов и «восстановить счастье династии, которое пошатнулось». Вероятно, и получение власти было для него связано со значительными трудностями. Вопреки сложившейся традиции Скандагупта не указывает имени своей матери, что означает, что она не была главной царицей и это повлекло трудности при получении власти. Кроме того, надписи и монеты свидетельствуют о кратковременном правлении некоего Гхатоткачи Гупты, очевидно старшего сына Кумарагупты I. Это означает, что Скандагупта был не единственным претендентом на трон. Скандагупта называет ряд своих военных побед, в частности над чужаками и варварами-млеччхами. Важнейшим достижением было отражение натиска эфталитов в Гандхаре.
В надписи на колонне в Бхитари панегирист сообщает: царь «всю землю потряс двумя руками, когда сошёлся в битве с гуннами». Гуннское нашествие действительно было остановлено на десятилетия. В это время государство занимало только территорию долины Ганга и имело обедневшую казну, о чём свидетельствует постепенное ухудшение качества монет. Содержание золота в динарах Самудрагупты и Чандрагупты II составляло более 80 %, а при поздних Гуптах едва достигало половины.

### Последние правители
О преемниках Скандагупты современные историки имеют лишь общие сведения. При Будхагупте правители некоторых окраинных областей приняли титулы махараджей, что свидетельствует об ослаблении центральной власти. После смерти этого царя снова началась изнурительная война с эфталитами. В конце V века их царь Торамана совершил несколько завоевательных походов в Индию. Всё царствование Чандрагупты III и Бханугупты прошло в ожесточённых боях с захватчиками. Наконец эфталитскому царю Тораману и его преемнику Михиракуле удалось установить свою власть над всей Северной Индией. Про опустошительные набеги эфталитов писал позднее в своей хронике «Раджатарангини» кашмирский историк Нальхана:
«О приближении Михиракулы бегущему от него населению становилось известно по коршунам, воронам и другим, подобным им, жаждущим насытиться телами тех, кто был вырезан его армией. День и ночь, окружённый тысячами тел зарезанных им людей, этот царственный Ве-тала невозмутимо жил в своих увеселительных дворцах. Когда этот ужасного вида враг человечества уничтожал людей, он не знал жалости к детям, милосердия к женщинам или уважения к старикам».
Правивший в первой половине VI века Нарасимхагупта признавал верховную власть эфталитов и платил им дань. Но в конце своего царствования Нарасимхагупта получил независимость. Этому способствовали внутренние распри, начавшиеся в государстве кочевников.
Под властью эфталитов остались только Пенджаб и Гандхара. Из этой тяжёлой войны империя Гуптов вышла внутренне ослабленной. После смерти Нарасимхагупты она быстро распалась на части. Его преемники Камарагупта III и Вишнугупта, вероятно, имели реальную власть только в долине Ганга.
Согласно джайнской исторической традиции, конец династии приходится на 231 год гуптской эры. Однако в некоторых областях (например, в Ориссе) Гупты правили и позже 550 года. Но ещё в середине VIII века в Магадхе есть свидетельства о царях, имена которых заканчивались «Гупта», однако их родство с династией Гуптов остаётся недоказанным. Настал длительный период раздробленности.